# Isdud
Isdud (إسدود) était une petite ville palestinienne de la région de Tell Ashdod (en) dans le sous-district de Gaza. Elle fait partie des centaines de villes et villages expulsés et détruits par les forces de défense israéliennes (FDI) au cours de la première guerre israélo-arabe, en 1948.
Selon Khalidi, elle a des liens historiques avec Azdud,  un relais de poste entre al-Ramla et Gaza et avec l'ancienne cité d'Asdod. Son nom est mentionné pour la première fois dans des documents de l'époque des Mamelouks, au milieu du XVe siècle. En 1922, elle était peuplée de 2 566 habitants, dont 2555 musulmans et 11 chrétiens ; en 1945, elle comptait par 4620 Arabes et 290 juifs.
Aujourd'hui, les ruines du village font partie du site archéologique de Tell Ashdod qui relève du conseil régional de Be'er Tuvia,, dominé par l'ancienne mosquée.

## Nom
Le nom d'"Isdud" est une variante d'Ashdod, mentionné pour la première fois au XIe siècle av. J.-C. sur des listes égyptiennes, transcrit sous la forme "ísdd", dérivée selon les spécialistes du cananéen du Bronze tardif "'atdādu".
Pendant la période islamique, le géographe Ibn Khordadbeh nommé la cité "Azdud", ce qui rappelle le nom pré-hellénistique. Au XVIe siècle, le nom perd sa voyelle initiale et devient "Sdud" avant de la regagner XIXe siècle pour être appelé "Esdud" puis "Isdud".

## Géographie
Isdud était situé à 25 mètres au-dessus du niveau de la mer et à 35 km au nord de Gaza, sur le flanc est d'une colline dominant la plaine au nord, à l'est et au sud. Â l'ouest se trouve une autre colline formée des restes des précédentes villes qui ont précédé Isdud. Cette colline séparait Isdud de la mer, qui était à 5 km. La ville était desservie par la route principale côtière et une gare des chemins de fer de Palestine. Sa superficie était de 47 871 dounams (soit 47,9 km2),, dont 32 905 propriété arabe, 2487 propriété juive et 12 479 dounams de terres collectives.
Un total de 3277 dounams étaient plantés en agrumes et en bananiers, 8327 étaient cultivés en plantations et terres irriguées, et 23 762 étaient cultivés pour les céréales. Les terres non-cultivables représentaient 12 505 dounams, soit 26 % des terres.
Outre l'agriculture, les habitants d'Isdud tiraient des ressources de l'élevage qui était une importante source de revenus pour la ville. En 1943, le cheptel atteignait 480 bovins, 117 moutons de plus d'un an, 50 chèvres, 169 chameaux, 18 chevaux, 21 mules, 328 anes, 5790 volailles et 3079 pigeons. Enfin, un marché se tenait chaque vendredi, ce qui avec les nombreux commerces, faisait d'Isdud une ville commerçante qui profita du chemin de fer.

## Histoire

### Antiquité
Ashdod est peuplé depuis au moins le XVIIe siècle av. J.-C.. La ville, alors appeléeAsdadu, prend de l'importance au XIIe siècle, quand les Philistins la dirigent au sein de la pentapole, un groupe de cinq cités importantes (avec Ascalon, Gaza, Ekron et Gath).
Plus tard, c'est Asdûdu qui conduit la révolte des  Philistins, des Judéens, des Édomites et des Moabites contre l'Assyrie avant que l'un des généraux de Sargon II détruise la cité et exile ses habitants, dont des Israélites qui ont plus tard été réinstallés en Médie et en Élam,. En 605 av. J.-C., l'Empire néo-babylonien dirigé par Nabuchodonosor conquiert la cité et en 539 av. J.-C., elle est reconstruite par l'empire perse. Enfin, elle est conquise par Alexandre le Grand en 332.
À époque hellénistique, la cité est appelée Αzotus (Άζωτος) et prospère jusqu'à la révolte des Maccabées au IIe siècle av. J.-C. : Judas Maccabée prend la cité et la laisse en ruines[source secondaire nécessaire]. Elle est alors dirigée  par Alexandre Jannée de la dynastie des Hasmonéens[source secondaire nécessaire] avant que le général romain Pompée ne lui rende son indépendance[source secondaire nécessaire]. En 55 av. J-.C., le général romain Gabinius reconstruit lui aussi Azotus,.

### Empire byzantin
Sous l'empire byzantin, Azotus est supplanté par Azotus Paralios (en). Au VIe siècle, la carte de Madaba représente ces deux villes. Â cette époque, le port avait pris plus d'importance que la ville à l'intérieur des terres.

### Période islamique
Le géographe Ibn Khordadbeh (c. 820–912) mentionne la ville dans les terres, "Azdud", comme un relais de poste entre Ramla et Gaza.

### Croisades
Des actes de propriété et de dotation du XIIe siècle, à l'époque du royaume de Jérusalem, mentionnent Azotum/Azdūd.

### Période mamelouke
Il semble qu'Isdūd a été habité sans interruption depuis le XIIe siècle. Sous le Sultanat mamelouk d'Égypte, Isdud est une étape-clef sur la route du Caire—Damas, tout en étant un centre économique et religieux pour la campagne alentour. Le sultan mamelouk Qait Bah passe at Isdud, en route pour Damas, en 1477.

### Empire ottoman
L'empire ottoman vainc les Mamelouks lors de la guerre ottomano-mamelouke et conquiert la Palestine. Sa situation sur la via Maris préserve l'importance d'Isdud. Dans le premier defter (registre fiscal) de 1526/7, le village a 40 foyers, tous musulmans, et quatre célibataires. Le village est rattaché à la nahié de Gaza (sandjak de Gaza). Ces registres montrent qu'Isdūd a des productions diversifiées : des cultures de base comme le blé et l'orge, mais aussi le sésame, des vergers, l'élevage de moutons et de chèvres, la production de miel. En 1596, le village (Sdud) compte 75 foyers, soit environ 413 habitants, tous musulmans. Les villageois payaient un impôt fixe de 33,3% sur les productions listées, soit 14 000 akçe,.
Plusieurs sanctuaires étaient vénérés a Isdûd : celui attribué, à tort, à Salman al-Farisi, barbier de Mahomet ; celui de cheikh al-Matbouli, et le troisième consacré à Ahmad Abou al-Iqbal.
Marom et Taxel ont montré qu'aux XVIIe et XVIIIe siècles, la pression croissante des raids des Bédouins et des impôts ottomans ont conduit à l'abandon des habitats autour de Majdal, 'Asqalān, et dans toute la plaine côtière. Les habitants des villages abandonnés se sont regroupés dans les villages conservés et ont continué de cultiver leurs terres. Ainsi, Isdud absorba les terres de Kharijat Isdud.
En 1838, Esdud est enregistré comme village musulman,.

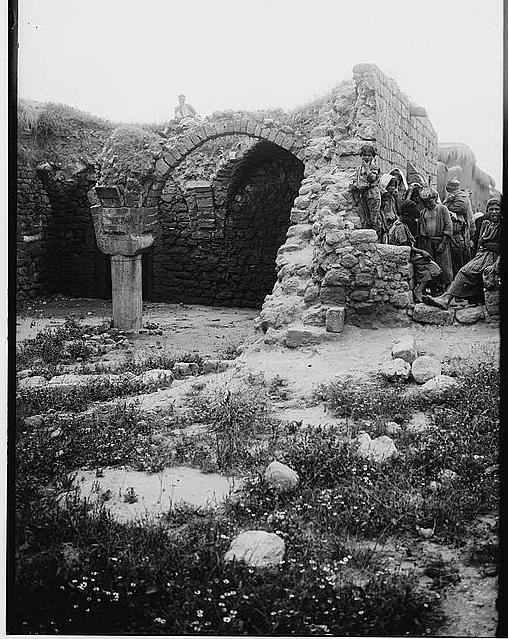
Ruines médiévales d'Isdud vers 1900.

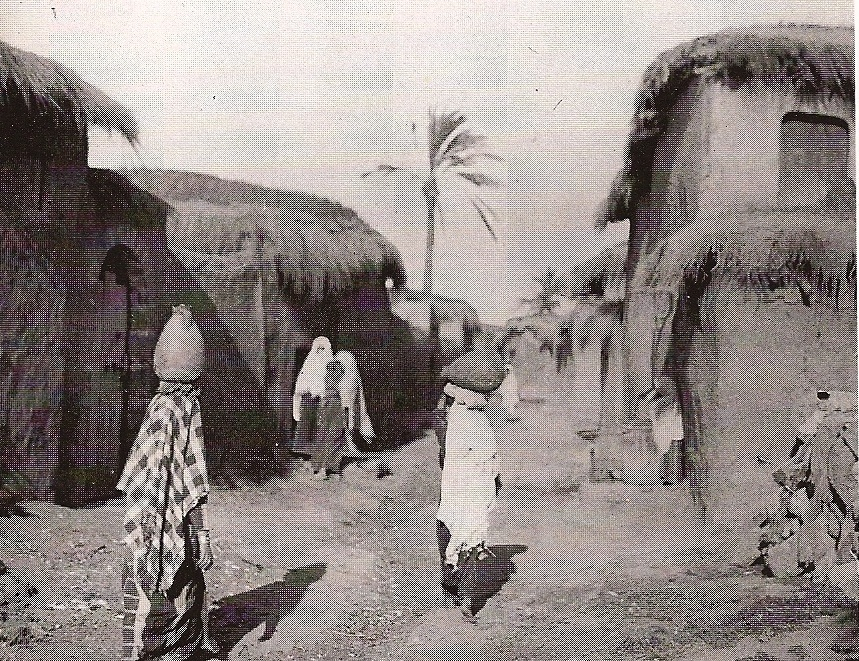
Isdud vers 1914–1918.

Dans la deuxième moitié du dix-neuvième siècle, Isdud est divisé en quatre quartiers, placé chacun sous la responsabilité d'un moukhtar appartenant a un des principaux clans du village : les Da‘ālisa, Zaqqūt/Zaqāqita, Manā‘ima, et Jūda, redivisés ensuite en groupes familiaux plus petits, réforme issue des tanzimats qui accroît de façon sensible le développement économique.
À la fin du siècle, Isdud est décrit comme un village aux maisons dispersées sur le flanc est d'une colline couverte de jardins. Un khan en ruines se trouvait au sud-ouest du village. Ses maisons d'adobe étaient construites sur un seul niveau. L'eau était tirée d'une citerne et d'un puits maçonné water. Des vergers de palmiers dattiers et de figuiers se trouvaient autour.
Rimal Isdud, la zone de dunes sableuses côtières appartenant a Isdud était cultivée selon les techniques traditionnelles palestiniennes adaptées aux sols sableux et mouvants, telles que le mawāsī (cultures sur buttes), le kurūm (vigne), et le basātīn (vergers jardinés), qui permettent une agriculture durable dans des secteurs marginaux. Ces méthodes combinent les savoir-faires des habitants et des adaptations environnementales, dont la stabilisation des dunes et la plantation stratégique de plantes adaptées aux sols arides. Contrairement à la perception coloniale des dunes comme des espaces incultes, des études récentes montrent la productivité et la sophistication écologique des usages du territoire, contribuant à une large réévaluation de l'histoire agraire palestinienne.

### Mandat britannique

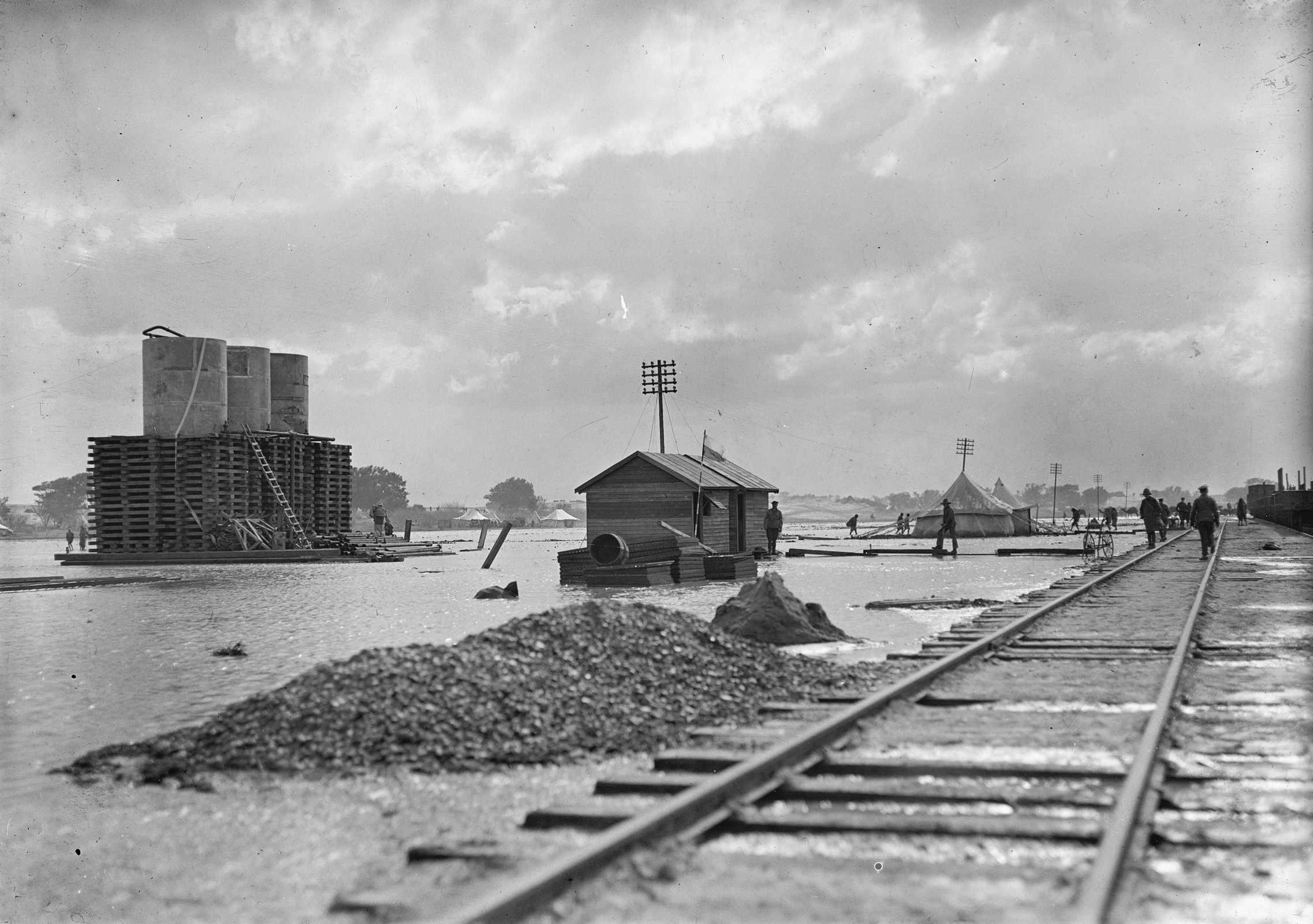
Gare d'Isdud (Ashdod) à l'hiver 1918.

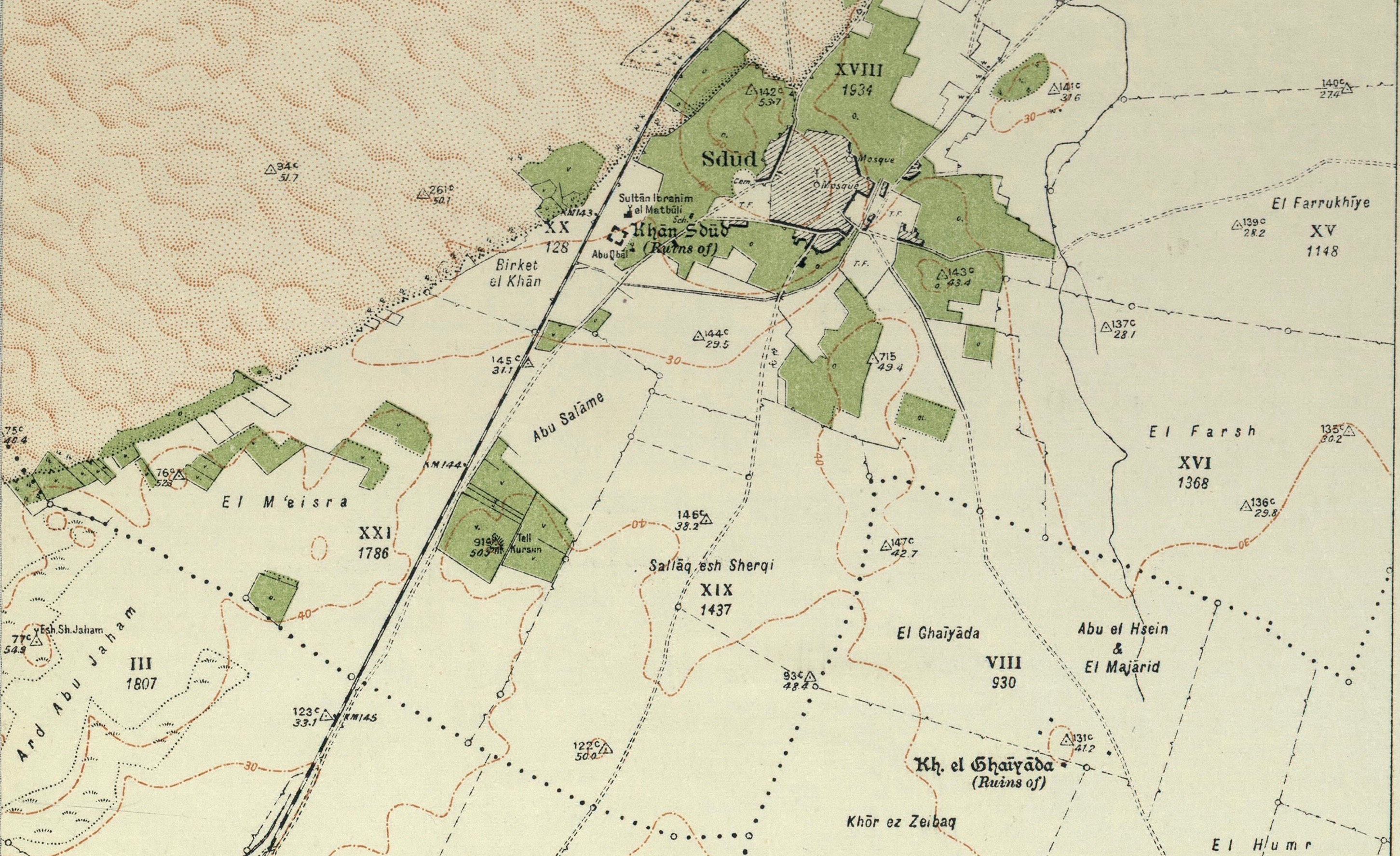
Carte d'Isdud de 1930 au 1:20000.

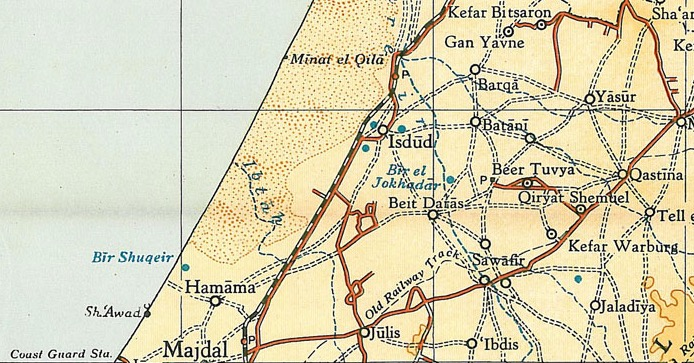
Carte d'Isdud en 1945 au 1:250000.

En 1917-1918, les combats de la campagne du Sinaï et de la Palestine permettent au Royaume-Uni de faire la conquête de la Palestine. La région d'Isdud est conquise en octobre 1917 et la Palestine est administrée comme territoire conquis jusqu'en 1923 puis sous l'autorité d'un mandat de la Société des Nations. De 1917 à 1947, une petite gare de la ligne Rafah–Gaza–Lydda, construite par les Britanniques à partir de la gare d'El Qantara Est (Égypte) dessert Isdud. La gare actuelle de Ashdod–Ad Halom (en) se trouve au même emplacement.
Au recensement de la Palestine mandataire de 1922 conduit par les autorités britanniques, Isdud avait une population de 2 566 habitants, dont 2555 musulmans et 11 chrétiens, tous catholiques.
Au recensement de 1931 est passée à 3 240 habitants dont 3238 musulmans et 2 chrétiens, dans 764 maisons. Isdud était doté d'un conseil de village.
Isdud ouvre sa première école primaire en 1922, pour les garçons ; l'école de filles ouvre en 1942. Au milieu des années 1940, 371 garçons et 74 filles fréquentaient les écoles.
Les statistiques de Villages de 1945 recensent 4620 Arabes et 290 Juifs à Isdûd.

### Guerre israélo-arabe de 1948

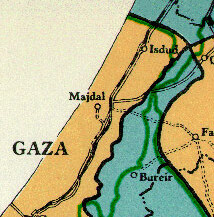
La région d'Isdud et d'Majdal (en jaune) était attribuée à l'État arabe dans le plan de partage de la Palestine des Nations unies (1947) ; en bleu, le territoire attribué à l'État juif.

Isdud est occupé par le 9e bataillon de l'armée égyptienne le 15 mai 1948 : c'est la position la plus au nord occupée par les Égyptiens. Le 9e bataillon est remplacé par le 6e bataillon le 22 mai, unité dans laquelle combattait Nasser. Israél déclenche une offensive sur la plaine côtière pour conquérir al-Majdal et Isdud et en expulser les habitants. Les forces de défense israéliennes (FDI) coupent brièvement les lignes de communication égyptiennes, puis sont repoussées par les Égyptiens. Ces combats provoquent la fuite de milliers de personnes. Les FDI lancent des attaques les 2-3 juin, puis les 9-10, juste avant la première trêve. Jusqu'en octobre, les commandos israéliens, dont les Renards de Samson , lancent de nombreux raids sur les positions égyptiennes. Durant les combats qui ont eu lieu autour d'Isdud, les Égyptiens ne purent conserver le pont Ad Halom (en) sur le Lachish. L'armée israélienne approche la ville durant l'Operation Pleshet (en). À la fin de l'opération Yoav, elle bombarde la ville avec son artillerie, son aviation et sa marine pendant trois nuits à partir du 18 octobre. Les lignes égyptiennes sont percées le 23 octobre. Craignant l'encerclement, l'armée égyptienne fait retraite à partir du 28 octobre. La majorité de la population prend la fuite. Les FDI entrent à Isdûd le 28 octobre etexpulsent vers le sud les trois cent habitants qui étaient restés sur place, bien qu'un communiqué des FDI proclame que les habitants d'Isdud ont invité les forces israéliennes à entrer à Isdud. Le village fait partie des territoires annexés par Israël lors des accords d'armistice de 1949 signés avec les pays arabes.

### Période israélienne
Deux colonies sont créées a proximité du village, en 1950 :Sde Uzziyahu (en) et Shetulim (en). Bene ou Bnei Darom (en) est créée en 1949 sur les terres du village, et Gan HaDarom, de même, en 1953.
En 1992, Khalidi constate la destruction quasi-totale d'Isdud. Au sommet du site subsiste la mosquée du village (construite au XIIIe siècle et partiellement en ruines), ainsi que le khan et la tombe de cheikh Abu Qubal. Les bâtiments des deux écoles sont encore debout, ainsi qu'un grand bâtiment, tous inutilisés.
La ville d'Ashdod est créée en 1956 à 4 kilomètres au nord de l'ancien village d'Isdud.

## Galerie

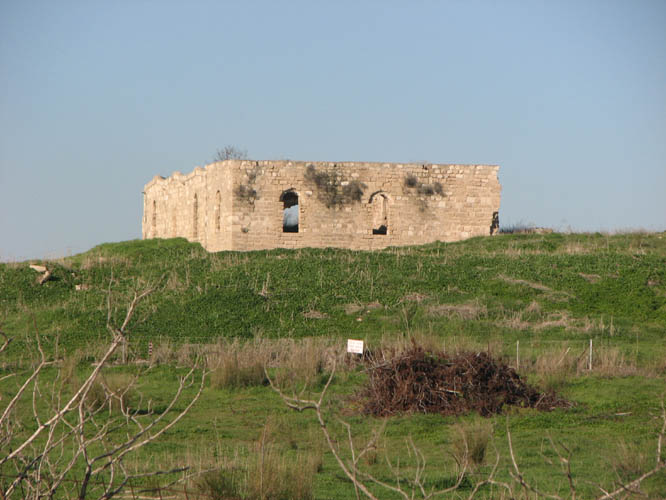
Ruines de la mosquée.
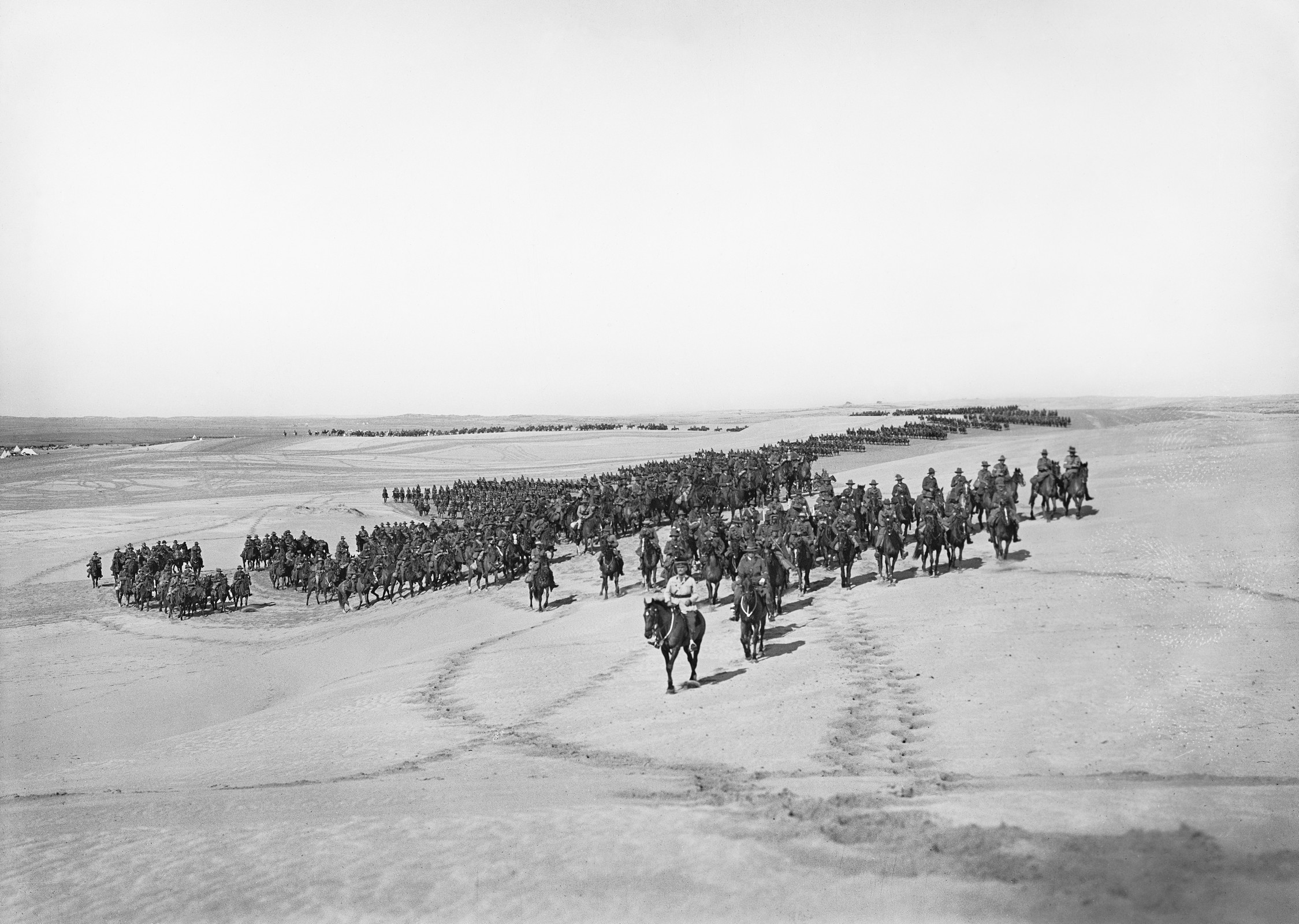
La 2e brigade de cavalerie légère australienne en formation sur les plages d'Isdud, janvier 1918 (général Granville Ryrie).
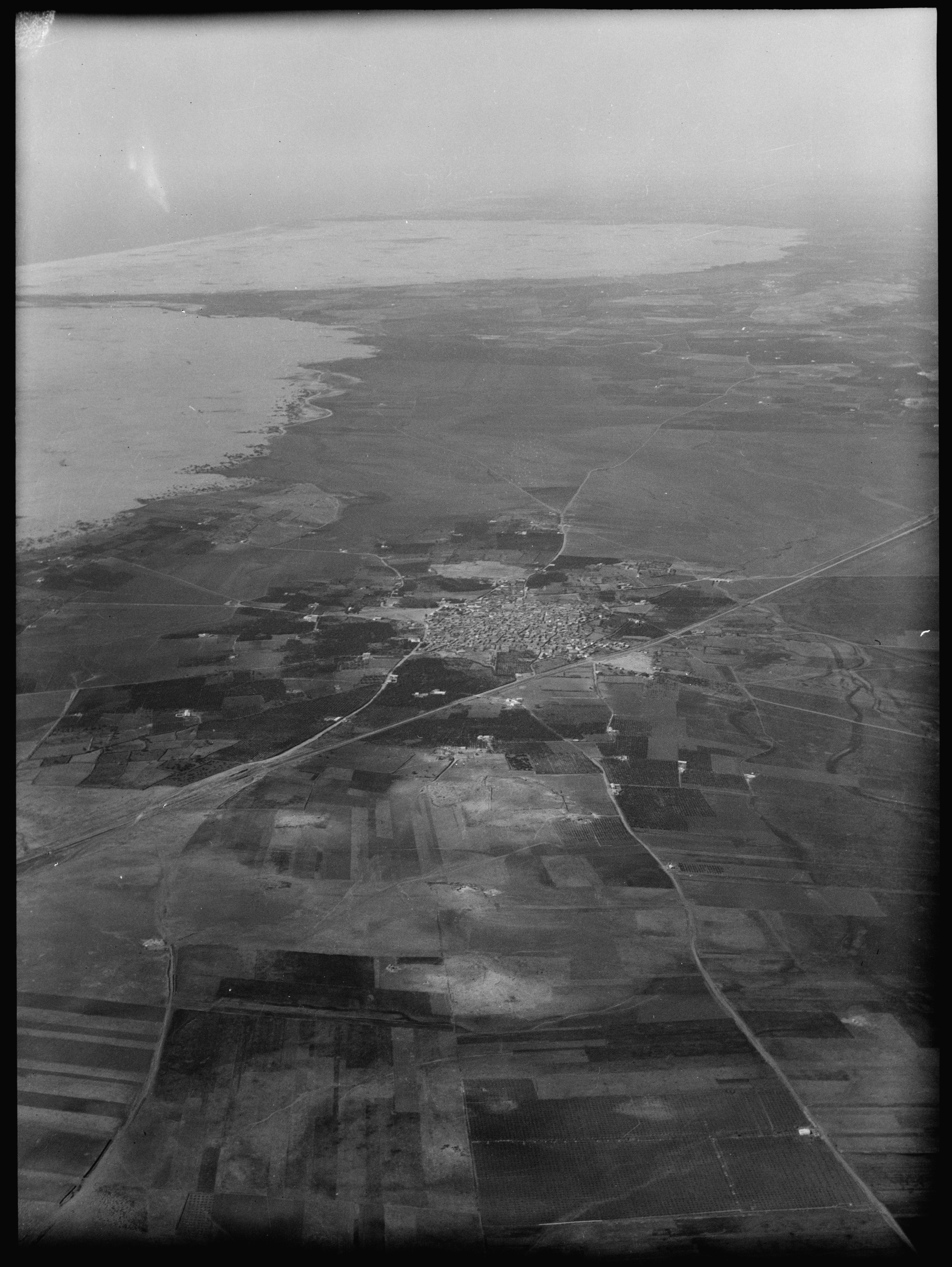
Vue aérienne d'Isdud en 1932.
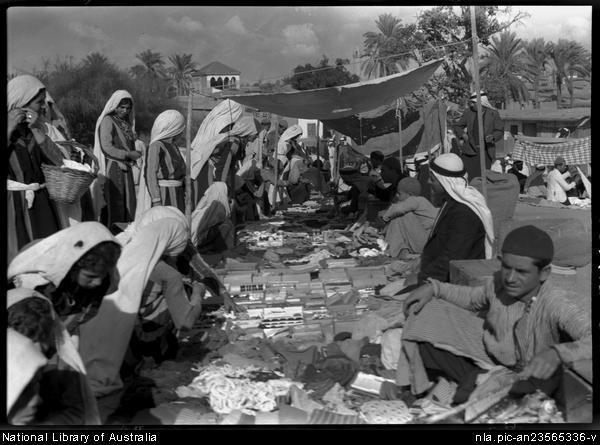
La foire d'Isdud en 1939.
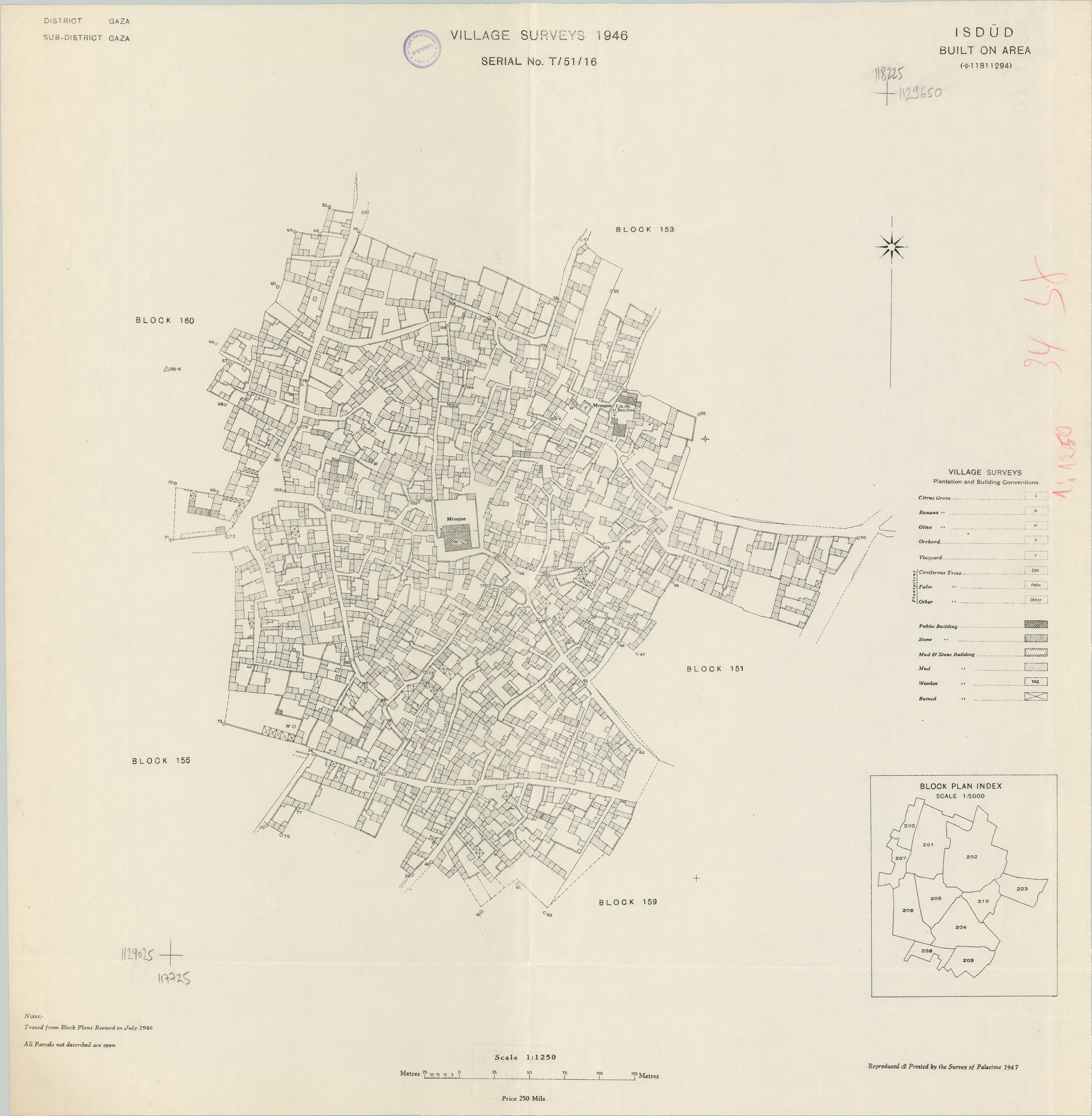
Plan détaillé du village en 1946.
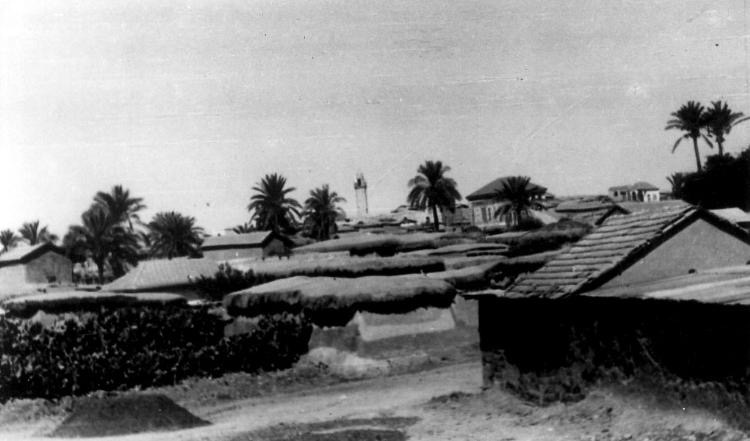
Isdud en 1948.
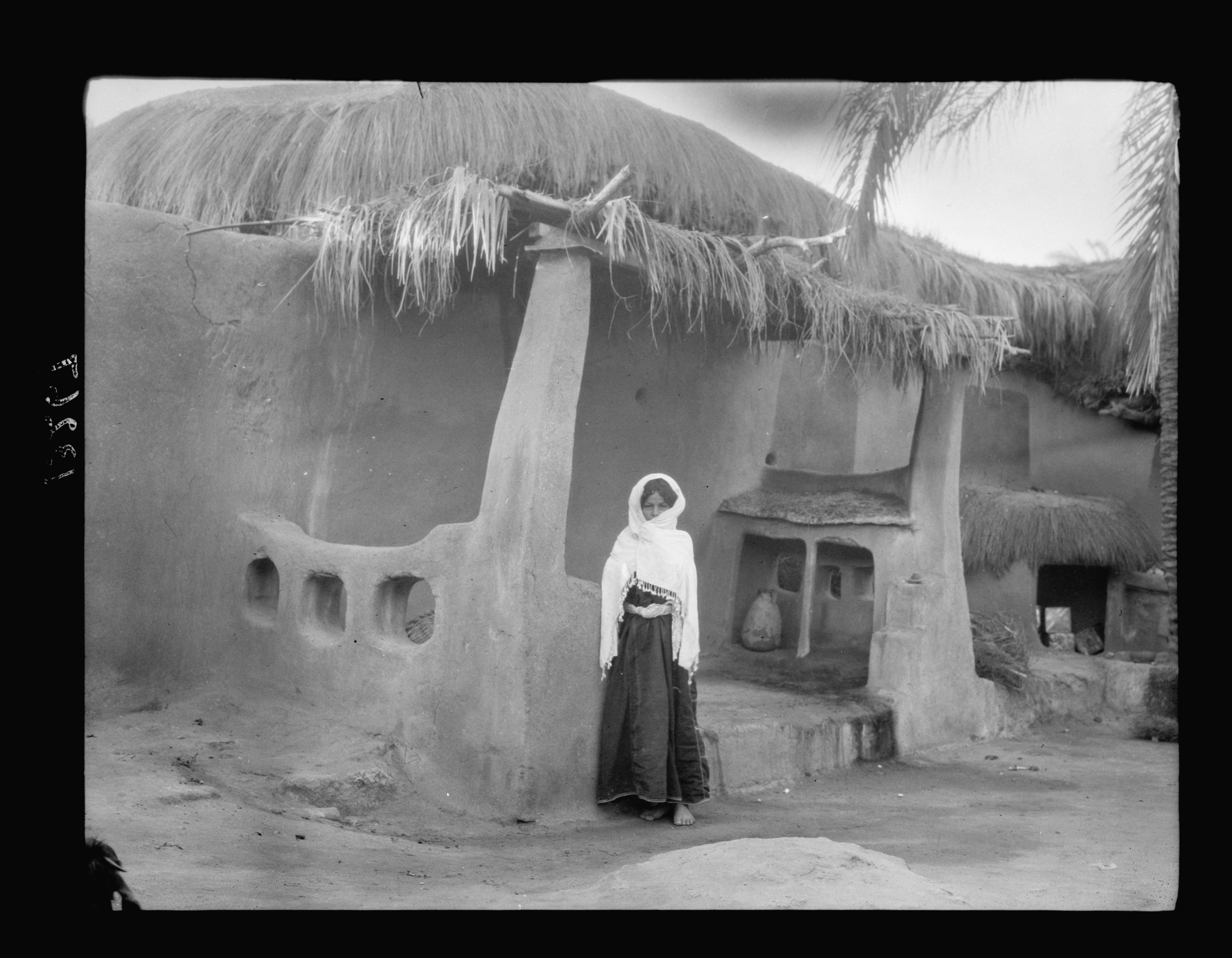
Cour intérieure vers 1945.
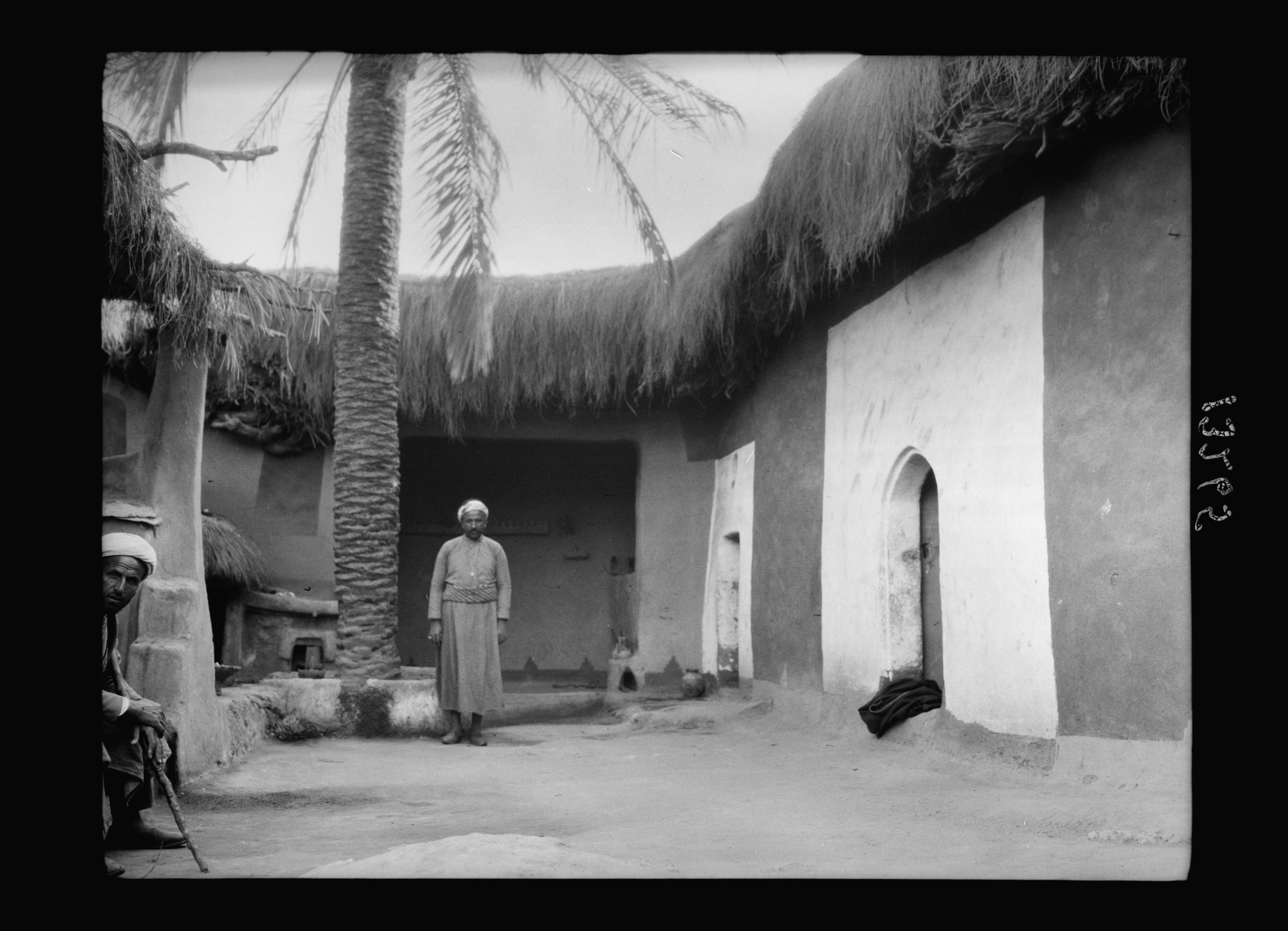
Cour intérieure vers 1945.
Isdud en 1948.
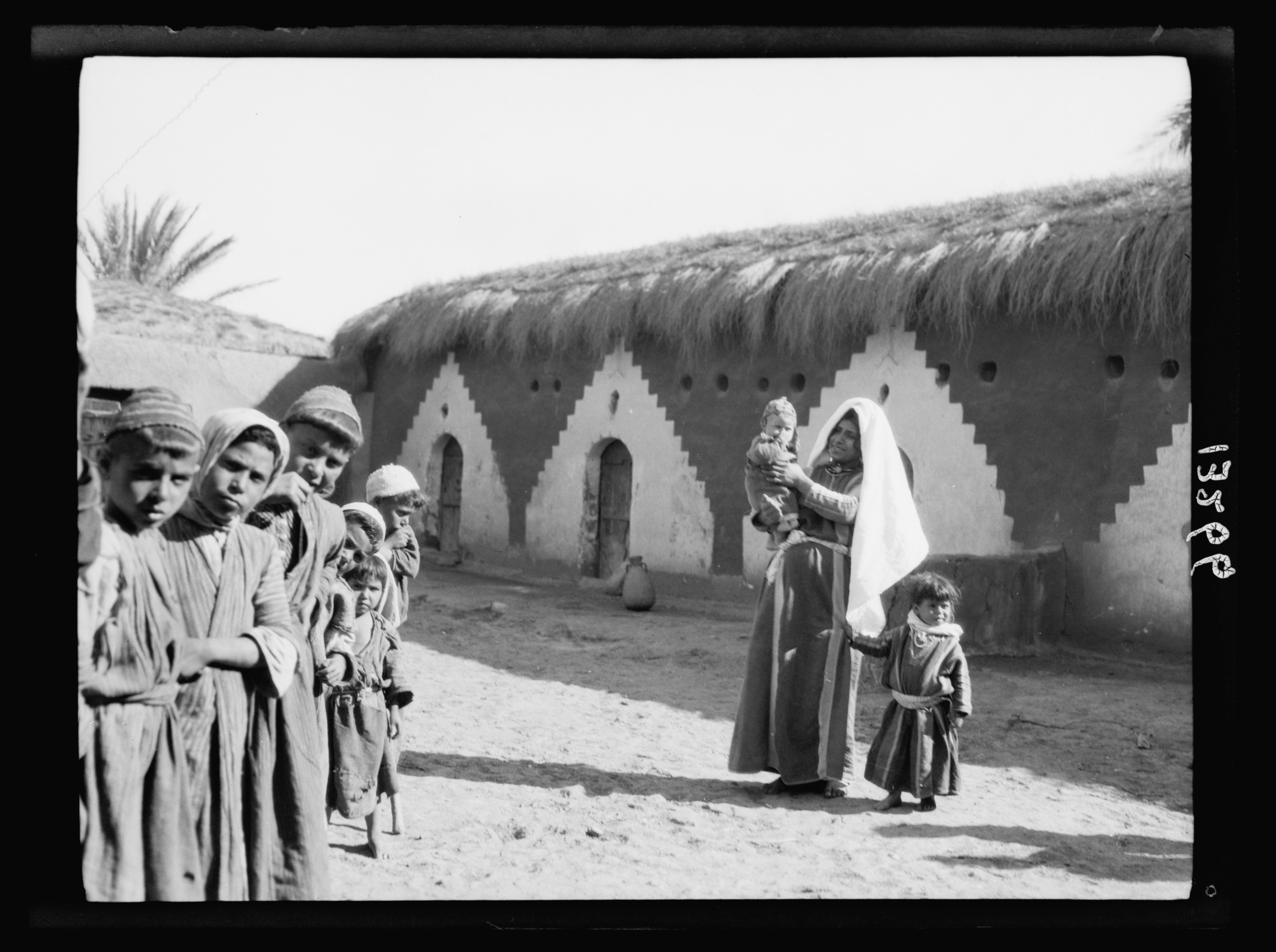
Court intérieure dans les années 1940.